# Башкатов Валерій Іванович
Башкатов Валерій Іванович — радянський, український кінооператор.
Закінчив операторський факультет Всесоюзного державного інституту кінематографії (1968, за ін. даними — 1974). 
З 1967 р. — оператор-постановник Київської кіностудії імені О. Довженка.

## Фільмографія
- 1967 — «З нудьги»
- 1971 — «Тронка»
- 1973 — «Стара фортеця» (серіал, у співавт. з О. Яновським)
- 1975 — «Це було в Міжгір'ї»
- 1976 — «Пам'ять землі»
- 1977 — «Спогад...»
- 1979 — «Багряні береги» (Одеська кіностудія)
- 1980 — «Оповіді про кохання»
- 1981 — «Історія одного кохання» (т/ф, у співавт. з О. Прокопенком)
- 1983 — «Провал операції „Велика ведмедиця“»
- 1984 — «Третій у п'ятому ряду»
- 1986 — «Легенда про безсмертя»
- 1987 — «Увійдіть, стражденні!»
- 1988 — «Земляки» (3 серії)
- 1989 — «Етюди про Врубеля»
- 1991 — «Охоронець»
- 1991 — «Подарунок на іменини»
- 1993 — стрічки «Братіє і дружино. Фільм 2» та «За Литовської доби. Фільм 3» в документальному циклі «Невідома Україна. Золоте стремено» та ін.